# Замок Липса
Замок Липса (нем. Schloss Lipsa) — памятник архитектуры в селе Липса в районе Верхний Шпревальд-Лаузиц, в Бранденбурге. Замок был основан в конце XVII века. Современное здание было построено в 1718—1720 годах.

## История
Впервые замок Липса упоминается в документах в 1680 году. Современное здание было построено в 1718—1720 годах генералом Вольфом Генрихом фон Баудиссином в качестве масонской ложи. В 1726 году замок приобрела баронесса Теодора Евгения фон Лёвендаль (1705—1768), урождённая баронесса фон Шметтау, которая жила в нём до 1768 года. Затем владельцами замка были графы Редерны, которые в 1831 году продали его графу Эрнсту фон Герсдорфу. Герсдорфы с 1671 года имели значительные владения в Липсе. В 1864 году Эрнст Кристиан Август фон Герсдорф стал новым хозяином замка. В 1890—1891 годах он продал своё имущество в Липсе, Янновицах и Хермсдорфе лейтенанту Карлу Августу Тёльке. Затем замок несколько раз менял своих владельцев: в 1904 году им владел доктор Вальтер Нойманн (или Науманн), в 1913 году — королевский советник Пауль Шуман. Последний в 1914 году расширил здание в стиле необарокко. Последним владельцем замка в 1942—1945 годах был Карл Мария фон Эверсфельде, барон фон Беверсфорде.
После Второй мировой войны здание замка использовали под различные нужды. С 1946 по 1948 год здесь находился центр помощи больным и пожилым людям, а также приют для беспризорных детей. В 1949 году здесь располагался интернат для пожилых и школа по домоводству, которая просуществовала до 1953 года. Интернат для пожилых в 1992 году был преобразован в дом престарелых лютеранской дьяконии Герлица.
Замок и здания на его территории были отремонтированы в 1993 году. В 1992 году его приобрёл западногерманский бизнесмен Херберт Хилбранд. В 2010 году новой владелицей замка стала дочь предпринимателя Анна.